# Revolta dos camponeses na Inglaterra em 1381
A revolta camponesa de 1381, também chamada revolta de Wat Tyler ou o Grande Levante, foi uma grande revolta em grande parte da Inglaterra em 1381. O evento teve várias causas, incluindo tensões socioeconômicas e políticas geradas pela Peste Negra na década de 1340, os altos impostos resultantes do conflito com a França durante a Guerra dos Cem Anos e a instabilidade na liderança local de Londres. O estopim da revolta foi a intervenção de um oficial real, John Brampton, em Essex, em 30 de maio. Suas tentativas de cobrar o imposto por cabeça não pago em Brentwood terminaram em um confronto violento, que se espalhou rapidamente pelo sudeste do país. Um amplo espectro da sociedade rural, incluindo muitos artesãos locais e oficiais de aldeia, levantou-se em protesto, queimando registros judiciais e abrindo as prisões locais. Os rebeldes exigiram redução na tributação, o fim no sistema de trabalho não livre da servidão e a remoção dos altos funcionários e cortes do rei.
Inspirados pelos sermões do clérigo radical John Ball e liderados por Wat Tyler, um contingente de rebeldes de Kent avançou em Londres. Eles foram recebidos em Blackheath por representantes do governo real, que sem sucesso tentaram convencê-los a voltar para casa. O rei Ricardo II, então com 14 anos, retirou-se para a segurança da Torre de Londres, mas a maioria das forças reais estava no exterior ou no norte da Inglaterra. Em 13 de junho, os insurretos entraram na capital e, unidos por muitas pessoas da cidade, atacaram as prisões, destruíram o Palácio Savoy, incendiaram livros de direito e edifícios em Temple e mataram qualquer pessoa associada ao governo real. No dia seguinte, Ricardo encontrou os rebeldes em Mile End e aderiu à maioria de suas demandas, incluindo a abolição da servidão. Enquanto isso, os revoltosos entraram na Torre de Londres, matando o Lorde Chanceler e o Lorde Tesoureiro, que encontraram lá dentro.
Em 15 de junho, o rei deixou a cidade para encontrar Tyler e os rebeldes em Smithfield. A violência eclodiu, e o grupo de Ricardo matou o líder. Ele neutralizou a situação tensa por tempo suficiente para o prefeito de Londres, William Walworth, reunir uma milícia da cidade e dispersar as forças rebeldes. Ricardo imediatamente começou a restabelecer a ordem em Londres e rescindiu suas concessões anteriores aos revoltosos. A insurreição também se espalhou para a Ânglia Oriental, onde a Universidade de Cambridge foi atacada e muitas autoridades reais foram mortas. A agitação continuou até a intervenção de Henrique Despenser, que derrotou um exército insurreto na Batalha de North Walsham, em 25 ou 26 de junho. Os problemas estendiam-se para o norte, até Iorque, Beverley e Scarborough e até o oeste de Bridgwater, em Somerset. O rei mobilizou 4 mil soldados para restaurar a ordem. A maioria dos líderes rebeldes foram rastreados e executados; até novembro, pelo menos 1 500 rebeldes foram mortos.
A revolta dos camponeses tem sido amplamente estudada por acadêmicos. Os historiadores do final do século XIX usaram uma variedade de fontes de cronistas contemporâneos para reunir um relato do evento, e estas foram complementadas no século XX por pesquisas usando registros judiciais e arquivos locais. As interpretações da revolta mudaram ao longo dos anos. Outrora vista como um momento decisivo na história inglesa, os acadêmicos modernos têm menos certeza de seu impacto na história social e econômica subsequente. Ela influenciou fortemente o curso da Guerra dos Cem Anos, impedindo os parlamentos posteriores de aumentar impostos adicionais para pagar campanhas militares na França. A revolta tem sido amplamente utilizada na literatura socialista, inclusive pelo autor William Morris, e continua a ser um símbolo político potente para a esquerda política, baseando os argumentos em torno da adoção do Imposto Comunitário no Reino Unido durante os anos 1980.

## Antecedentes e causas

### Economia
A revolta dos camponeses foi alimentada pela agitação econômica e social do século XIV. Nessa época, a maioria dos ingleses trabalhava na economia rural que alimentava as vilas e cidades do país e apoiava um extenso comércio internacional. Em grande parte da Inglaterra, a produção era organizada em torno de feudos, controlados por senhores locais – incluindo a nobreza e a Igreja – e governada através de um sistema de cortes senhoriais. Parte da população era de servos sem liberdade, que trabalhavam nas terras de seus senhores por um período a cada ano, embora o equilíbrio entre livres e não livres variasse em toda a Inglaterra, e no sudeste houvesse relativamente poucos servos. Alguns servos nasceram sem liberdade e não podiam deixar seus feudos para trabalhar em outro lugar sem o consentimento do senhor local; outros aceitavam limitações à sua liberdade como parte do contrato de posse de suas terras agrícolas. O crescimento da população levou a pressão sobre as terras agrícolas disponíveis, aumentando o poder dos proprietários locais.
Em 1348, uma praga conhecida como Peste Negra atravessou a Europa continental para a Inglaterra, matando rapidamente cerca de 50% da população. Após um período inicial de choque econômico, a Inglaterra começou a adaptar-se à mudança da situação econômica. A taxa de mortalidade entre os camponeses significava que de repente a terra era relativamente abundante e a mão de obra era muito menor. Os trabalhadores podiam cobrar mais por seu trabalho e, na consequente competição por trabalho, os ordenados eram levemente elevados. Por sua vez, os lucros dos proprietários de terras foram corroídos. O comércio e as redes comerciais e financeiras nas cidades se desintegraram.
As autoridades responderam ao caos com uma legislação de emergência; a Portaria dos Trabalhadores [en] foi aprovada em 1349 e o Estatuto dos Trabalhadores [en] em 1351. Tentava-se fixar os ordenados aos níveis anteriores à praga, tornando crime recusar o trabalho ou quebrar um contrato existente, aplicando multas àqueles que transgredissem. O sistema foi aplicado inicialmente através de juízes especiais de trabalhadores e, a partir da década de 1360, através dos Juízes de Paz normais, tipicamente membros da nobreza local. Embora, em teoria, essas leis se aplicassem aos trabalhadores que buscavam ordenados mais altos e aos empregadores tentados a oferecer mais que seus concorrentes aos trabalhadores, na prática eram aplicadas apenas a trabalhadores e, então, de maneira bastante arbitrária. A legislação foi reforçada em 1361, com as penas aumentadas para incluir marcas e prisões. O governo real não havia intervindo dessa maneira antes, nem se aliado aos proprietários locais de uma maneira tão óbvia ou impopular.
Nas décadas seguintes, aumentaram as oportunidades econômicas para o campesinato inglês. Alguns trabalhadores assumiram empregos especializados que anteriormente lhes eram barrados e outros mudaram de empregador para empregador, ou tornaram-se empregados em famílias mais ricas. Essas mudanças foram intensamente sentidas no sudeste da Inglaterra, onde o mercado de Londres criou uma ampla gama de oportunidades para agricultores e artesãos. Os senhores locais tinham o direito de impedir que os servos deixassem seus feudos, mas quando os servos se viram bloqueados nas cortes senhoriais, muitos simplesmente saíram para trabalhar ilegalmente em outros feudos. Os ordenados continuaram a subir e, entre as décadas de 1340 e 1380, o poder de compra dos trabalhadores rurais aumentou em cerca de 40%. À medida que a riqueza das classes mais baixas aumentou, o Parlamento adotou novas leis em 1363 [en] para impedir que consumissem bens caros, anteriormente acessíveis apenas à elite. Essas leis suntuárias se mostraram inexequíveis, mas as leis trabalhistas mais amplas continuaram a ser aplicadas com firmeza.

### Guerra e finanças
Outro fator na revolta dos camponeses foi a condução da guerra com a França. Em 1337, Eduardo III de Inglaterra havia pressionado suas reivindicações ao trono francês, iniciando um conflito de longa duração que ficou conhecido como Guerra dos Cem Anos. Eduardo teve sucesso inicial, mas suas campanhas não foram decisivas. Carlos V de França tornou-se mais ativo no conflito depois de 1369, aproveitando a maior força econômica de seu país para iniciar ataques através do canal contra o inimigo. Na década de 1370, os exércitos da Inglaterra no continente estavam sob enorme pressão militar e financeira; as guarnições de Calais e Brest, por exemplo, estavam custando 36 mil libras por ano para manutenção, enquanto expedições militares poderiam consumir 50 mil libras em apenas seis meses. O rei inglês morreu em 1377, deixando o trono para seu neto, Ricardo II, então com apenas dez anos.

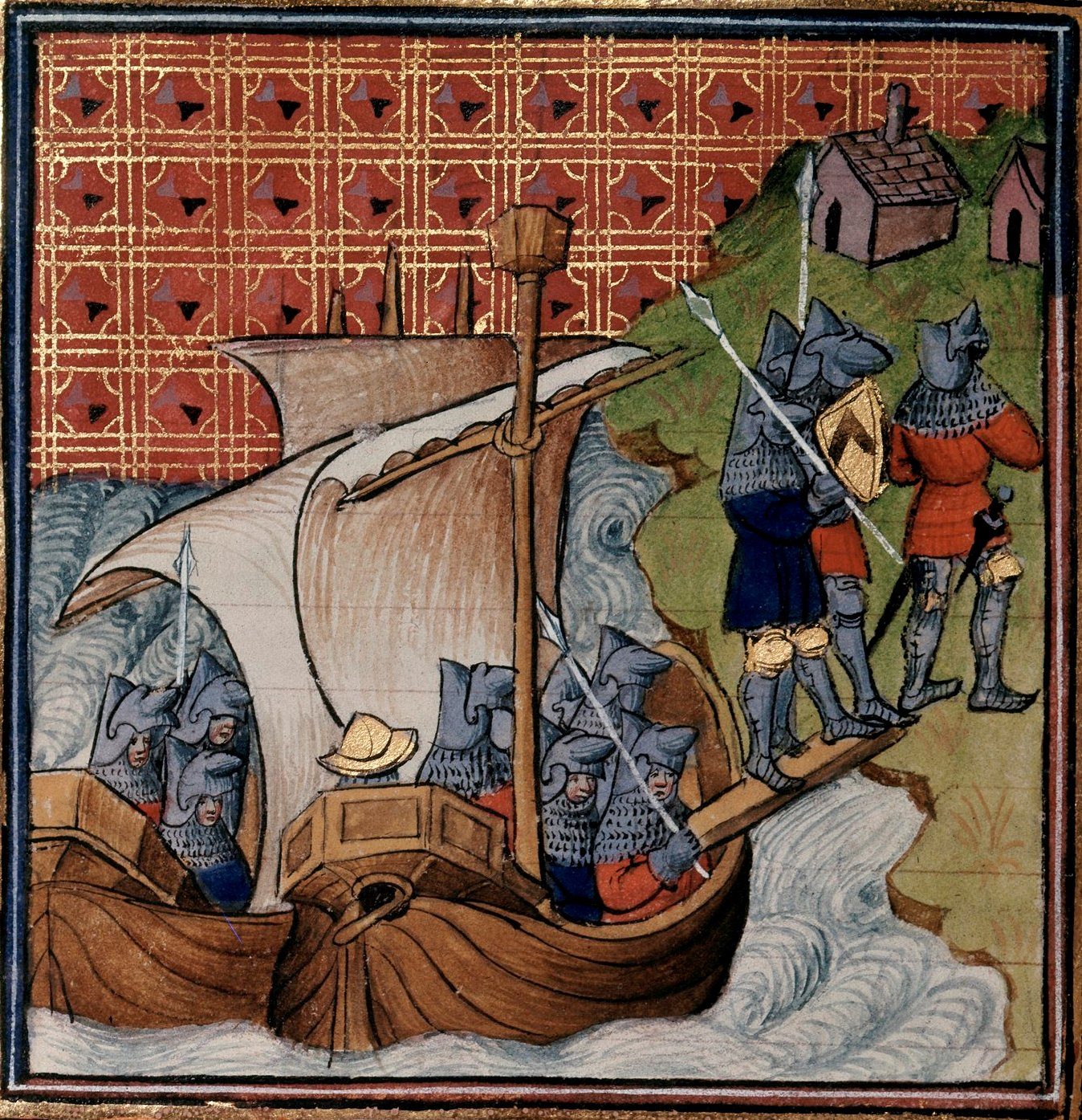
Soldados ingleses que desembarcaram na Normandia, c. 1380–1400, durante a Guerra dos Cem Anos

O governo de Ricardo foi composto em torno de seus tios, principalmente o rico e poderoso João de Gante, e muitos dos antigos altos funcionários de seu avô. Eles enfrentaram o desafio de sustentar financeiramente a guerra na França. Os impostos no século XIV foram aumentados ad hoc através do Parlamento, compreendendo então os Lordes, a aristocracia com títulos e o clero; e os Comuns, os representantes dos cavaleiros, comerciantes e alta nobreza de toda a Inglaterra. Esses tributos eram tipicamente impostos às possessões móveis de uma família, como seus bens ou estoques. O aumento desses impostos afetou muito mais os membros da Câmara dos Comuns do que os Lordes. Para complicar a situação, as estatísticas oficiais usadas para administrar os impostos eram anteriores à Peste Negra e, como o tamanho e a riqueza das comunidades locais tinham mudado bastante desde a praga, a coleta efetiva tornou-se cada vez mais difícil.
Pouco antes da morte de Eduardo, o Parlamento introduziu uma nova forma de tributação chamada de capitação, que era aplicada à taxa de quatro moedas para todas as pessoas com mais de 14 anos, com uma dedução para casais. Projetada para distribuir o custo da guerra por uma base econômica mais ampla do que os impostos anteriores, essa rodada de tributação mostrou-se extremamente impopular, mas levantou 22 mil libras. A guerra continuou a ir mal e, apesar de levantar algum dinheiro através de empréstimos forçados, a Coroa retornou ao Parlamento em 1379 para solicitar mais fundos. Os Comuns apoiavam o jovem rei, mas estavam preocupados com as quantias de dinheiro que estavam sendo exigidas e com a maneira como isso era gasto pelos conselheiros do rei, que eles suspeitavam de corrupção. Foi aprovado um segundo tributo, desta vez com uma escala variável de impostos contra sete classes diferentes da sociedade inglesa, com as classes altas pagando mais em termos absolutos. A evasão generalizada provou ser um problema, e o imposto arrecadou apenas 18 600 libras – muito menos do que as 50 mil esperadas.
Em novembro de 1380, o Parlamento foi convocado novamente em Northampton. O arcebispo Simon Sudbury, o novo Lorde Chanceler, atualizou os Comuns sobre o agravamento da situação na França, um colapso no comércio internacional e o risco de a Coroa ter que deixar de pagar suas dívidas. Os Comuns foram informados de que a soma colossal de 160 mil libras agora era exigida em novos impostos, e houve discussões entre o conselho real e o Parlamento sobre o que fazer em seguida. O Parlamento aprovou uma terceira capitação (desta vez, com base fixa, de 12 moedas para cada pessoa com mais de 15 anos, sem dedução para casais), que eles estimavam que arrecadaria 66 666 libras. A terceira capitação foi altamente impopular e muitos no sudeste escaparam dela, recusando-se a se registrar. O conselho real nomeou novos comissários em março de 1381 para interrogar as autoridades locais das vilas e cidades na tentativa de encontrar aqueles que estavam se recusando a cumprir. Os poderes extraordinários e a interferência dessas equipes de investigadores nas comunidades locais, principalmente no sudeste e leste do país, aumentaram ainda mais as tensões em torno dos impostos.

### Protesto e autoridade
As décadas que antecederam 1381 foram um período rebelde e conturbado. Londres era um foco particular de inquietação, e as atividades das guildas e fraternidades politicamente ativas da cidade muitas vezes alarmaram as autoridades. Os habitantes se ressentiam da expansão do sistema jurídico real na capital, em particular o aumento do papel da Corte Marshalsea em Southwark, que tinha começado a competir com as autoridades da cidade pelo poder judicial em Londres. A população da cidade também se ressentia da presença de estrangeiros, em especial os tecelões flamengos. Os londrinos detestavam João de Gante porque ele era um defensor do reformador religioso John Wycliffe, que o público da capital considerava um herege. Gante também estava envolvido em uma briga com a elite de Londres e havia rumores de que planejava substituir o prefeito eleito por um capitão, nomeado pela Coroa. A própria elite de Londres travava uma batalha viciosa e interna pelo poder político. Como resultado, em 1381 as classes dominantes da capital eram instáveis e divididas.

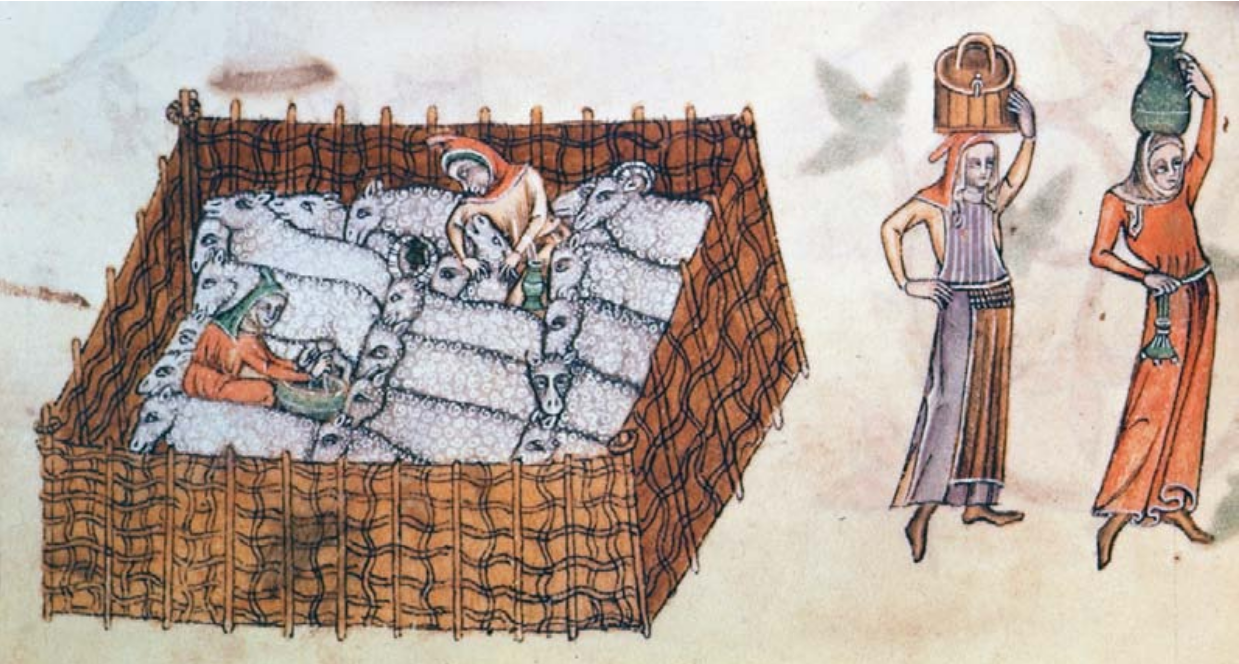
Criação de ovinos, do en, c. 1320–40

As comunidades rurais, particularmente no sudeste, estavam descontentes com a operação da servidão e com o uso das cortes senhoriais locais para cobrar multas e taxas tradicionais, até porque os mesmos proprietários de terras que administravam essas cortes também costumavam atuar como executores das leis trabalhistas impopulares ou como juízes reais. Muitas elites de aldeias recusaram-se a assumir posições no governo local e começaram a frustrar o funcionamento das cortes. Os animais apreendidos pelas cortes começaram a ser retomados por seus proprietários e os funcionários legais foram agredidos. Alguns começaram a advogar a criação de comunidades independentes, respeitando as leis tradicionais, mas separadas do odiado sistema jurídico centrado em Londres. Como descreveu a historiadora Miri Rubin [en], para muitos, "o problema não eram as leis do país, mas os responsáveis por aplicá-las e salvaguardá-las".
Foram levantadas preocupações sobre essas mudanças na sociedade. William Langland escreveu o poema Piers Plowman [en] nos anos anteriores a 1380, elogiando os camponeses que respeitavam a lei e trabalhavam duro por seus senhores, mas reclamando de trabalhadores gananciosos que viajavam para exigir salários mais altos. O poeta John Gower alertou contra uma futura revolta em Mirour de l'Omme e Vox Clamantis. Havia um pânico moral sobre a ameaça representada pelos trabalhadores recém-chegados nas cidades e a possibilidade de os empregados voltarem-se contra seus senhores. Uma nova legislação foi criada em 1359 para lidar com os migrantes, as leis de conspiração existentes foram amplamente aplicadas e as leis de traição foram estendidas para incluir servos ou esposas que traíssem seus senhores e maridos. Na década de 1370, havia o medo de que, se os franceses invadissem a Inglaterra, as classes rurais pudessem ficar do lado dos invasores.
O descontentamento começou a dar lugar a protestos abertos. O "Grande Rumor" ocorreu em 1377 no sudeste e sudoeste da Inglaterra. Os trabalhadores rurais se organizaram e recusaram-se a trabalhar para seus senhores, argumentando que, de acordo com o Domesday Book, estavam isentos de tais pedidos. Os trabalhadores fizeram apelos mal sucedidos às cortes e ao rei. Havia também tensões urbanas generalizadas, particularmente em Londres, onde João de Gante escapou por pouco de ser linchado. Os problemas aumentaram novamente em 1380, com protestos e distúrbios no norte da Inglaterra e nas cidades ocidentais de Shrewsbury e Bridgwater. Um levante ocorreu em Iorque, durante o qual João de Gisborne, prefeito da cidade, foi afastado do cargo, e novos tumultos fiscais ocorreram no início de 1381. Houve uma grande tempestade na Inglaterra em maio, o que muitos sentiram profetizar mudanças e convulsões futuras, agravando ainda mais o clima conturbado.

## Eventos

### Eclosão da revolta

#### Essex e Kent
A revolta de 1381 eclodiu em Essex, após a chegada de John Brampton para investigar o não pagamento da capitação em 30 de maio. Brampton era membro do Parlamento, um Juiz da Paz e um cidadão conectado com os círculos reais. Estabeleceu-se em Brentwood e convocou representantes das aldeias vizinhas de Corringham, Fobbing e Stanford-le-Hope para explicar e corrigir os déficits em 1º de junho. Os aldeões parecem ter chegado bem organizados e armados com velhos arcos e paus. Ele primeiro interrogou o povo de Fobbing, cujo representante, Thomas Baker, declarou que sua aldeia já havia pago seus impostos e que não haveria mais dinheiro disponível. Quando o Juiz e dois sargentos tentaram prender Baker, a violência eclodiu. Brampton escapou e retirou-se para Londres, mas três de seus funcionários e vários cidadãos de Brentwood que concordaram em atuar como jurados foram mortos. Robert Bealknap [en], Chefe de Justiça da Corte de Apelações Comuns, que provavelmente já estava mantendo uma corte na área, foi encarregado de prender e lidar com os autores.

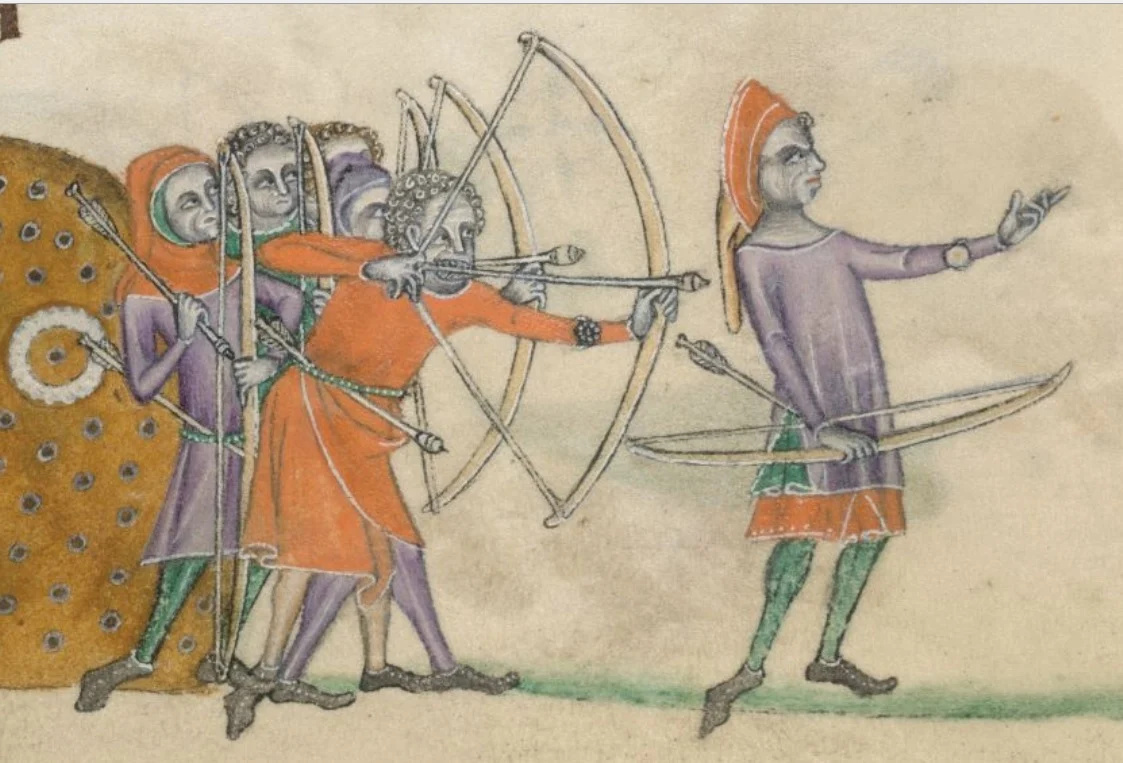
Camponeses praticando com o arco longo, Saltério de Luttrell, c. 1320–1340

No dia seguinte, a revolta estava crescendo rapidamente. Os moradores espalharam as notícias por toda a região e John Geoffrey, um oficial de justiça local, viajou entre Brentwood e Chelmsford, reunindo apoio. Em 4 de junho, os rebeldes reuniram-se em Bocking [en], onde seus planos futuros parecem ter sido discutidos. Os insurretos de Essex, possivelmente alguns milhares, avançaram em direção a Londres, alguns provavelmente viajando diretamente e outros via Kent. Um grupo sob a liderança de John Wrawe, um ex-capelão, marchou para o norte em direção ao condado vizinho de Suffolk, com a intenção de levantar uma revolta no local.
A revolta também explodiu na vizinha Kent. Simão de Burley, um associado próximo de Eduardo III e do jovem Ricardo, alegou que um homem em Kent, chamado Robert Belling, era um servo fugitivo de uma de suas propriedades. Burley enviou dois sargentos a Gravesend, onde Belling estava morando, para capturá-lo. Os oficiais de justiça locais de Gravesend e Belling tentaram negociar uma solução sob a qual o nobre aceitaria uma quantia em dinheiro por desistir de seu caso, mas isso falhou e o servo foi levado para ser preso no Castelo de Rochester. Um grupo furioso de moradores locais se reuniu possivelmente em 5 de junho, em Dartford, para discutir o assunto. De lá, os rebeldes viajaram para Maidstone, onde invadiram a prisão, e para Rochester, no dia seguinte. Diante das multidões enfurecidas, o policial encarregado do Castelo de Rochester decidiu não resistir e Belling foi libertado.
Parte das multidões de Kent agora se dispersaram, mas outras continuaram. A partir desse ponto, parece que eles foram liderados por Wat Tyler, que o Anonimalle Chronicle sugere ter sido eleito seu líder em uma grande reunião em Maidstone em 7 de junho. Sabe-se relativamente pouco  sobre sua vida anterior; os cronistas sugerem que ele era de Essex, serviu na França como arqueiro e era um líder carismático e capaz. Vários cronistas acreditam que ele foi responsável por moldar os objetivos políticos da revolta. Alguns também mencionam Jack Straw como líder entre os rebeldes de Kent durante esta fase da revolta, mas não se sabe se era uma pessoa real ou um pseudônimo de Wat Tyler ou John Wrawe.
Tyler e os homens de Kent avançaram para Cantuária, entrando na cidade murada e no castelo sem resistência em 10 de junho. Os rebeldes depuseram o ausente arcebispo de Cantuária, Sudbury, e fizeram os monges da catedral jurarem lealdade à sua causa. Eles atacaram propriedades na cidade com ligações ao odiado conselho real e revistaram-na em busca de inimigos suspeitos, arrastando-os para fora de suas casas e os executando. A prisão local foi aberta e os prisioneiros libertados. Tyler então convenceu alguns milhares de rebeldes a deixar Cantuária e avançar com ele para Londres na manhã seguinte.

#### Marcha sobre a capital

Representação do clérigo John Ball no século XV, incentivando os rebeldes; Wat Tyler é mostrado em vermelho, frente esquerda

O avanço do povo de Kent sobre Londres parece ter sido coordenado com o movimento dos rebeldes em Essex, Suffolk e Norfolk. Suas forças estavam munidas com armas, incluindo paus, machados de batalha, velhas espadas e arcos. No caminho, encontraram Joana de Kent, a mãe do rei, que estava viajando de volta à capital para evitar ser apanhada pela revolta; ela foi ridicularizada, mas deixada ilesa. Os rebeldes chegaram a Blackheath, a sudeste da capital, em 12 de junho.
A notícia da revolta chegou ao rei no castelo de Windsor na noite de 10 de junho. No dia seguinte, viajou de barco pelo rio Tâmisa até Londres, morando na poderosa fortaleza da Torre de Londres por segurança, onde juntou-se a sua mãe, o Arcebispo Sudbury, o Lorde Tesoureiro [en] Sir Robert de Hales, os condes de Arundel, Salisbury e Warwick e vários outros nobres. Uma delegação, chefiada por Thomas Brinton [en], bispo de Rochester [en], foi enviada de Londres para negociar com os rebeldes e convencê-los a voltar para casa.
Em Blackheath, John Ball fez um famoso sermão aos homens de Kent reunidos. Ele era um conhecido padre e pregador radical dessa região, que agora estava intimamente associado a Tyler. Os relatos dos cronistas variam de como ele se envolveu na revolta; ele pode ter sido libertado da prisão de Maidstone pelas multidões, ou talvez já estivesse em liberdade quando a revolta estourou. O padre perguntou retoricamente às multidões "Enquanto Eva arava e Adão caçava, quem então era o senhor?", e promoveu o lema rebelde "Com o rei Ricardo e os verdadeiros comuns da Inglaterra". As frases enfatizavam a oposição dos revoltados à continuação da servidão e às hierarquias da Igreja e do Estado que separavam o súdito do rei, embora enfatizassem que eram leais à monarquia e, ao contrário dos conselheiros do rei, eram "fiéis" a Ricardo. Os rebeldes rejeitaram propostas do bispo de Rochester para que voltassem para casa e, em vez disso, prepararam-se para avançar.
Houve discussões na Torre de Londres sobre como lidar com o levante. O rei tinha apenas algumas tropas disponíveis, na forma da guarnição do castelo, sua guarda-costas imediata e, no máximo, algumas centenas de soldados. Muitos dos comandantes militares mais experientes estavam na França, Irlanda e Alemanha, e a força militar relevante mais próxima ficava no norte da Inglaterra, protegendo contra uma potencial invasão escocesa. A resistência nas províncias também era complicada pela lei inglesa, que afirmava que apenas o rei podia convocar milícias locais ou executar legalmente rebeldes e criminosos, deixando muitos senhores locais indispostos a tentar reprimir os levantes com sua própria autoridade.
Como as negociações de Blackheath fracassaram, foi tomada a decisão de que o próprio rei se encontraria com os rebeldes em Greenwich, no lado sul do Tâmisa. Guardado por quatro barcaças de soldados, Ricardo partiu da Torre na manhã de 13 de junho, onde foi encontrado do outro lado pelas multidões rebeldes. As negociações falharam, pois o rei não estava disposto a desembarcar e os rebeldes recusaram-se a entrar em discussões até que ele o fizesse. O rei voltou pelo outro lado do rio para a Torre.

### Eventos em Londres

#### Entrada na cidade

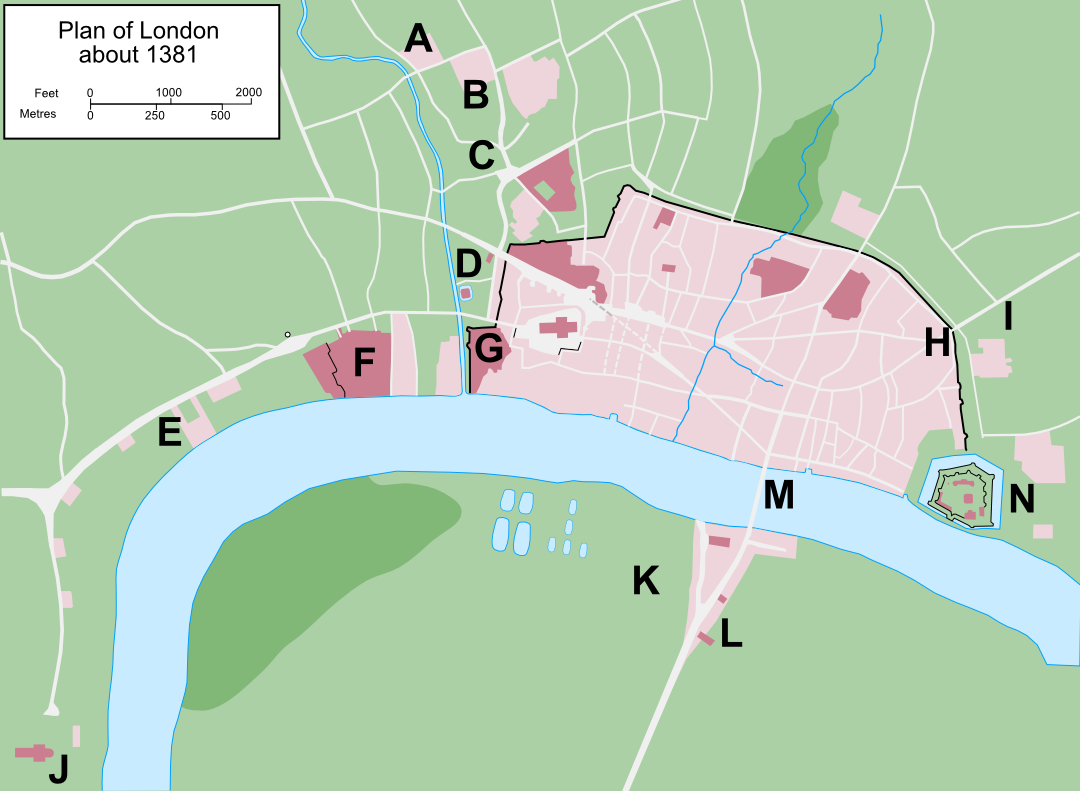
Mapa de Londres em 1381: A – Clerkenwell; B – Priorado de São João; C – Smithfield; D – Prisões de Newgate e Fleet; E – Palácio Savoy; F – The Temple; G- Ordem dos Pregadores; H – Aldgate; I – Mile End; J – Westminster; K – Southwark; L – Prisão de Marshalsea; M – Ponte de Londres; N – Torre de Londres

Os rebeldes começaram a atravessar de Southwark para a Ponte de Londres na tarde de 13 de junho. As defesas na Ponte de Londres foram abertas por dentro, em simpatia pela causa ou por medo, e os insurretos avançaram para a cidade. Ao mesmo tempo, a força de Essex seguiu em direção a Aldgate [en], no lado norte da cidade. Os rebeldes seguiram para o oeste pelo centro da cidade, e Aldgate foi aberta para deixar o resto deles entrar.
A multidão de Kent tinha reunido uma ampla lista de pessoas que queriam que o rei entregasse para execução. Ela incluía figuras nacionais, como João de Gante, os arcebispos Sudbury e Hales; outros membros importantes do conselho real; funcionários, como Belknap e Brampton, que haviam intervindo em Kent; e outros membros odiados do amplo círculo real. Quando chegaram à Prisão de Marshalsea em Southwark, eles a destruíram. A essa altura, aos rebeldes de Kent e Essex haviam se juntado muitos rebeldes da capital. As prisões de Fleet e Newgate foram atacadas pelas multidões, e os insurretos também investiram contra casas de imigrantes flamengos.
No lado norte de Londres, os rebeldes aproximaram-se de Smithfield e do Priorado de Clerkenwell [en], a sede dos Cavaleiros Hospitalários, chefiado por Hales. O convento foi destruído, junto com a mansão nas proximidades. Indo para o oeste pela Fleet Street, a multidão atacou Temple, um complexo de prédios e escritórios legais pertencente aos Hospitalários. Os conteúdos, livros e a papelada foram trazidos e queimados na rua, e os edifícios foram demolidos sistematicamente. Enquanto isso, John Fordham, o Guardião do Selo Privado [en] e um dos homens na lista de execução dos rebeldes, escapou por pouco quando as multidões saquearam seu alojamento, mas não perceberam que ele ainda estava no prédio.
O próximo a ser atacado na Fleet Street era o Palácio Savoy, um edifício enorme e luxuoso pertencente a João de Gante. Segundo o cronista Henry Knighton, o palácio continha "tamanha quantidade de vasos e prataria, sem contar os folheados e em ouro maciço, que cinco carroças dificilmente seriam suficientes para carregá-las"; estimativas oficiais colocaram o valor do conteúdo em torno de 10 mil libras. O interior foi sistematicamente destruído pelos rebeldes, que queimaram as mobílias, destruíram os trabalhos em metal precioso, trituraram as joias, atearam fogo aos registros do duque e jogaram os restos no Tâmisa e nos drenos da cidade. Quase nada foi roubado pela multidão, que se declarou "zelosa da verdade e da justiça, não ladrões e assaltantes". Os restos do edifício foram então incendiados. À noite, as forças revoltosas reuniram-se do lado de fora da Torre de Londres, de onde o rei observava os fogos queimando pela cidade.

#### Tomada da Torre de Londres
Na manhã de 14 de junho, a multidão continuou a oeste ao longo do Tâmisa, queimando as casas dos oficiais em torno de Westminster e abrindo a prisão local. Eles então voltaram ao centro de Londres, incendiando mais prédios e invadindo a Prisão de Newgate. A caça aos flamengos continuou, e aqueles com tal sotaque foram mortos, incluindo o conselheiro real, Richard Lyons [en]. Num distrito da cidade, os corpos de 40 flamengos executados foram empilhados na rua e, na igreja de St Martin Vintry [en], popular entre os flamengos, 35 foram mortos. O historiador Rodney Hilton argumenta que esses ataques podem ter sido coordenados pelas guildas de tecelões de Londres, que eram concorrentes comerciais dos tecelões flamengos.

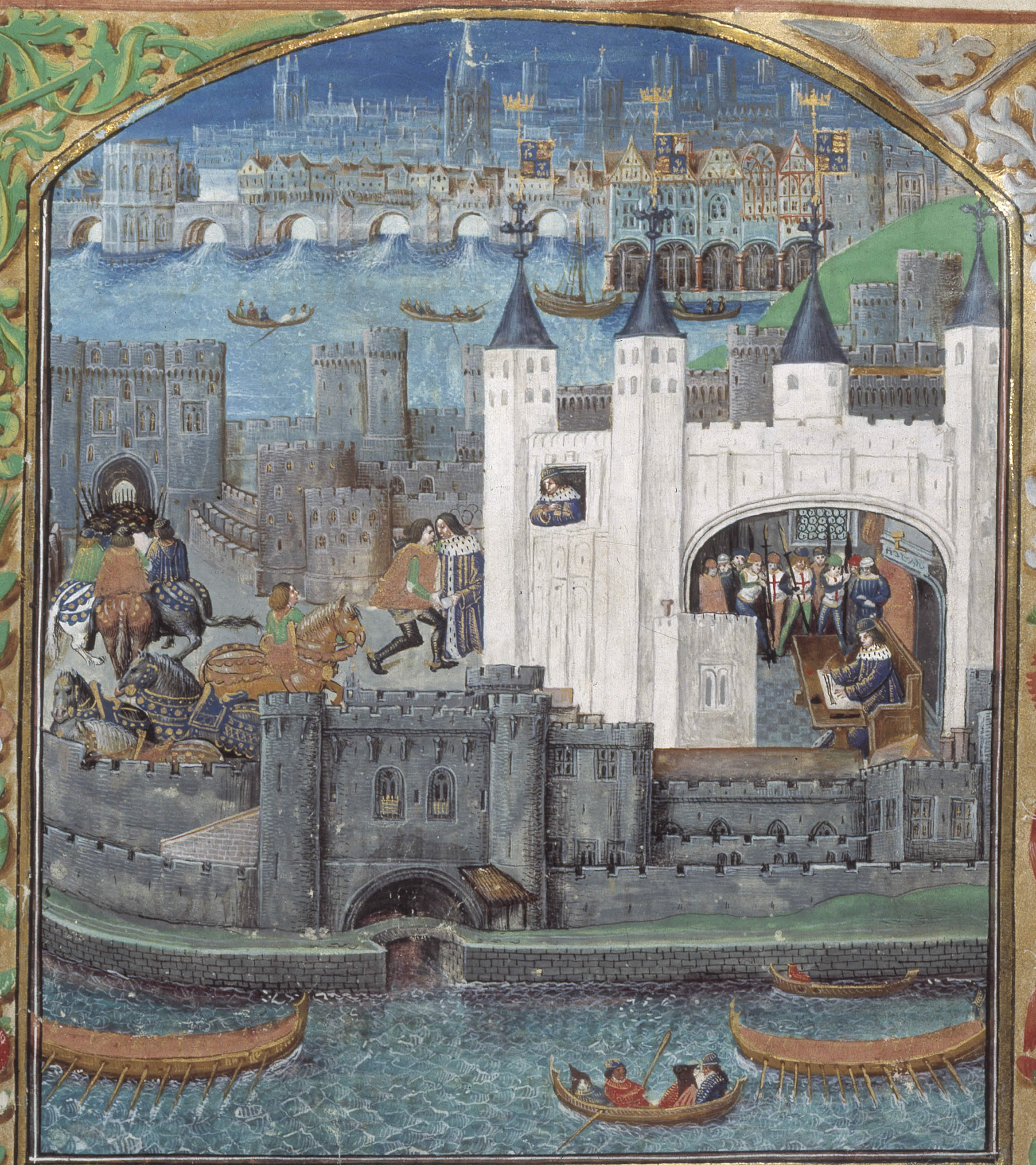
Representação do final do século XV da Torre de Londres e sua fortaleza, a Torre Branca

Isolado dentro da Torre, o governo real estava em estado de choque pelo curso dos eventos. O rei deixou o castelo naquela manhã e foi negociar com os rebeldes em Mile End, no leste de Londres, levando apenas uma escolta muito pequena. Deixou Sudbury e Hales para trás na Torre, para sua própria segurança ou porque decidiu que seria mais seguro se distanciar de seus ministros impopulares. Ao longo do caminho, vários londrinos abordaram o rei para reclamar de supostas injustiças.
Não se sabe quem falou pelos rebeldes em Mile End, e Wat Tyler pode não ter comparecido nessa ocasião, mas eles parecem ter apresentado suas várias demandas ao rei, incluindo a rendição dos odiados oficiais das suas listas de execução; a abolição da servidão e da posse sem liberdade; "que não deveria haver lei dentro do reino, exceto a lei de Winchester", e uma anistia geral para os rebeldes. Não está claro exatamente o que significava a lei de Winchester, mas provavelmente referia-se ao ideal rebelde de autorregulação das comunidades aldeãs. Ricardo emitiu cartas anunciando a abolição da servidão, que imediatamente começaram a ser disseminadas em todo o país. Recusou-se a entregar qualquer um de seus funcionários, aparentemente prometendo implementar pessoalmente qualquer justiça necessária.
Enquanto Ricardo estava em Mile End, a Torre foi tomada pela multidão. Essa força, separada das que operavam sob Tyler no distrito, se aproximou do castelo, possivelmente no final da manhã. Os portões estavam abertos para receber o rei em seu retorno e uma multidão de cerca de 400 rebeldes entrou na fortaleza, sem encontrar resistência, possivelmente porque os guardas estavam aterrorizados por eles.
Uma vez lá, os rebeldes começaram a caçar seus principais alvos e encontraram o arcebispo Sudbury e Robert de Hales na capela da Torre Branca. Junto com William Appleton, médico de João de Gante, e John Legge, sargento real, foram levados para Tower Hill e decapitados. Suas cabeças desfilaram pela cidade, antes de serem afixadas na Ponte de Londres. Os rebeldes encontraram o filho de João de Gante, o futuro Henrique IV, e estavam prestes a executá-lo, quando John Ferrour, um dos guardas reais, intercedeu com sucesso em seu nome. Também encontraram a mãe de Ricardo, Joana de Kent, e a irmã, Joana Holland [en], no castelo, mas as deixaram ir ilesas depois de zombar delas. As armaduras e apetrechos reais do castelo foram completamente saqueados.
Após o ataque, Ricardo não voltou à Torre, mas viajou de Mile End para Great Wardrobe, uma de suas casas reais em Blackfriars [en], parte do sudoeste de Londres. Lá, ele nomeou o comandante militar Ricardo Fitzalan,  Conde de Arundel, para substituir Sudbury como chanceler e começou a fazer planos para recuperar uma vantagem sobre os rebeldes no dia seguinte. Muitos dos revoltosos de Essex começaram a se dispersar, contentes com as promessas do rei, deixando Tyler e a facção de Kent como as forças mais significativas em Londres. Seus homens moveram-se pela cidade naquela noite, procurando e matando os funcionários de João de Gante, estrangeiros e qualquer pessoa associada ao sistema legal.

#### Smithfield

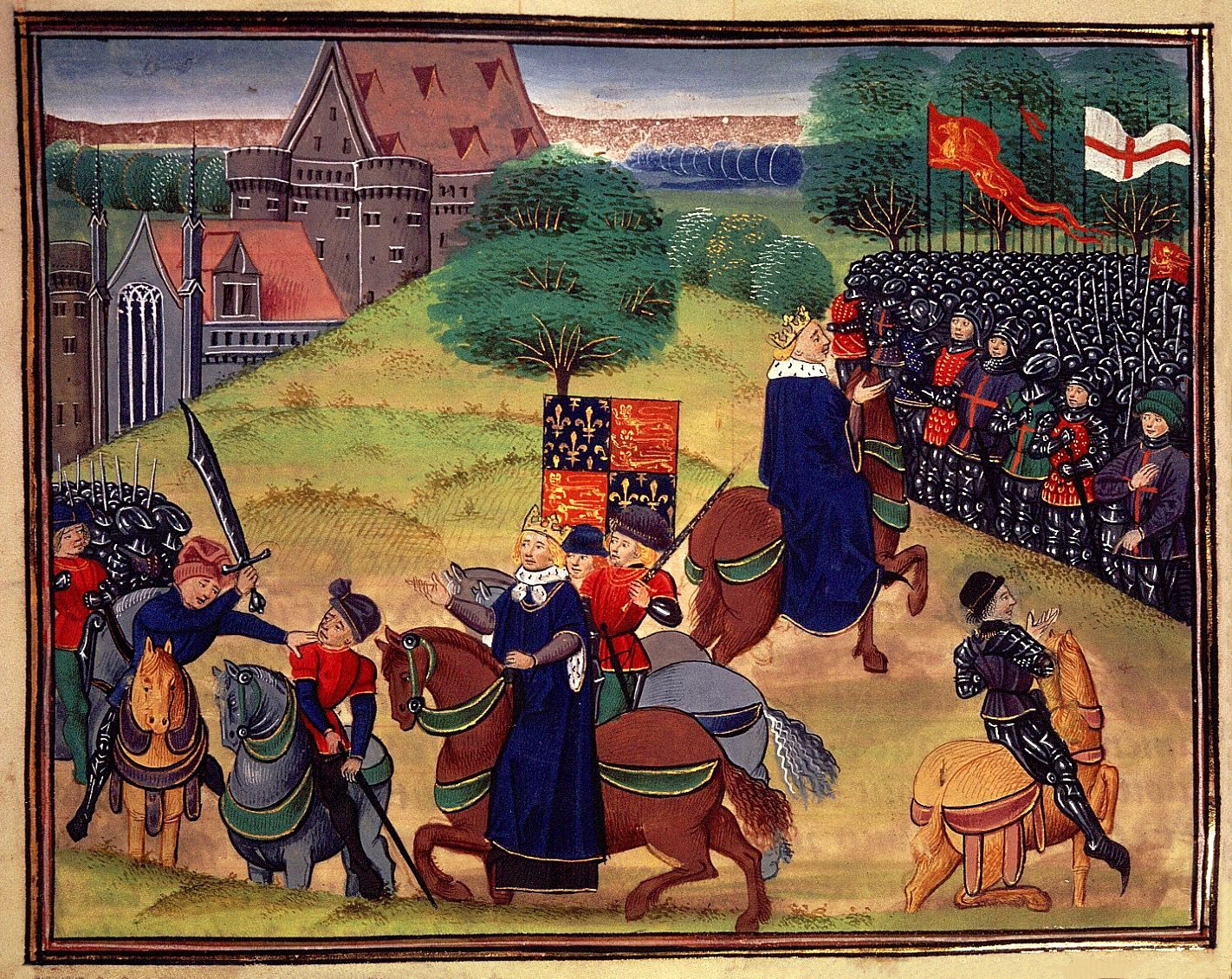
Representação do final do século XIV de William Walworth matando Wat Tyler; o rei é representado duas vezes, assistindo os eventos se desenrolarem (à esquerda) e dirigindo-se à multidão (à direita). Biblioteca Britânica, Londres

Em 15 de junho, o governo real e os insurretos restantes, que estavam insatisfeitos com as cartas concedidas no dia anterior, concordaram em se reunir em Smithfield, nos arredores das muralhas da cidade. Londres permaneceu confusa, com vários grupos de rebeldes vagando pela região de forma independente. Ricardo orou na Abadia de Westminster, antes de partir para a reunião no final da tarde. Todos os relatos dos cronistas sobre o encontro variam em questões de detalhes, mas concordam com a ampla sequência de eventos. O rei e sua comitiva, com pelo menos 200 soldados, incluindo homens de armas, se posicionaram do lado de fora do convento de São Bartolomeu, a leste de Smithfield, e os milhares de rebeldes se reuniram no extremo oeste.
Ricardo provavelmente chamou Tyler da multidão para encontrá-lo, e este cumprimentou o rei com o que o grupo real considerou excessiva familiaridade, chamando o governante de "irmão" e prometendo sua amizade. O rei perguntou por que Tyler e os insurretos ainda não haviam saído de Londres após a assinatura das cartas no dia anterior, mas isso provocou uma repreensão raivosa do interlocutor, que solicitou que mais uma carta fosse elaborada. O líder rebelde exigiu rudemente bebida e, uma vez fornecida, tentou partir.
Então uma discussão eclodiu entre Tyler e alguns dos servos reais. O prefeito de Londres, William Walworth, deu um passo à frente para intervir, o adversário fez algum movimento em direção ao rei, e os soldados reais entraram. Walworth ou Ricardo ordenaram que Tyler fosse preso, o líder rebelde tentou atacar o prefeito, e Walworth respondeu esfaqueando o adversário. Ralph Standish, um escudeiro real, esfaqueou repetidamente Tyler com sua espada, ferindo-o mortalmente.
A situação agora era precária e a violência parecia provável enquanto os revoltados se preparavam para lançar uma saraivada de flechas. Ricardo avançou em direção à multidão e a convenceu a segui-lo para Clerkenwell Fields [en], longe de Smithfield, distensionando a situação. Walworth começou a recuperar o controle da situação, apoiado por reforços da cidade. A cabeça de Tyler foi cortada e exibida em um poste e, com o líder morto e o governo real agora apoiado pela milícia de Londres, o movimento rebelde começou a entrar em colapso. Ricardo prontamente nomeou como cavaleiros Walworth e seus principais apoiadores por seus serviços.

### Expansão da revolta

#### Leste da Inglaterra

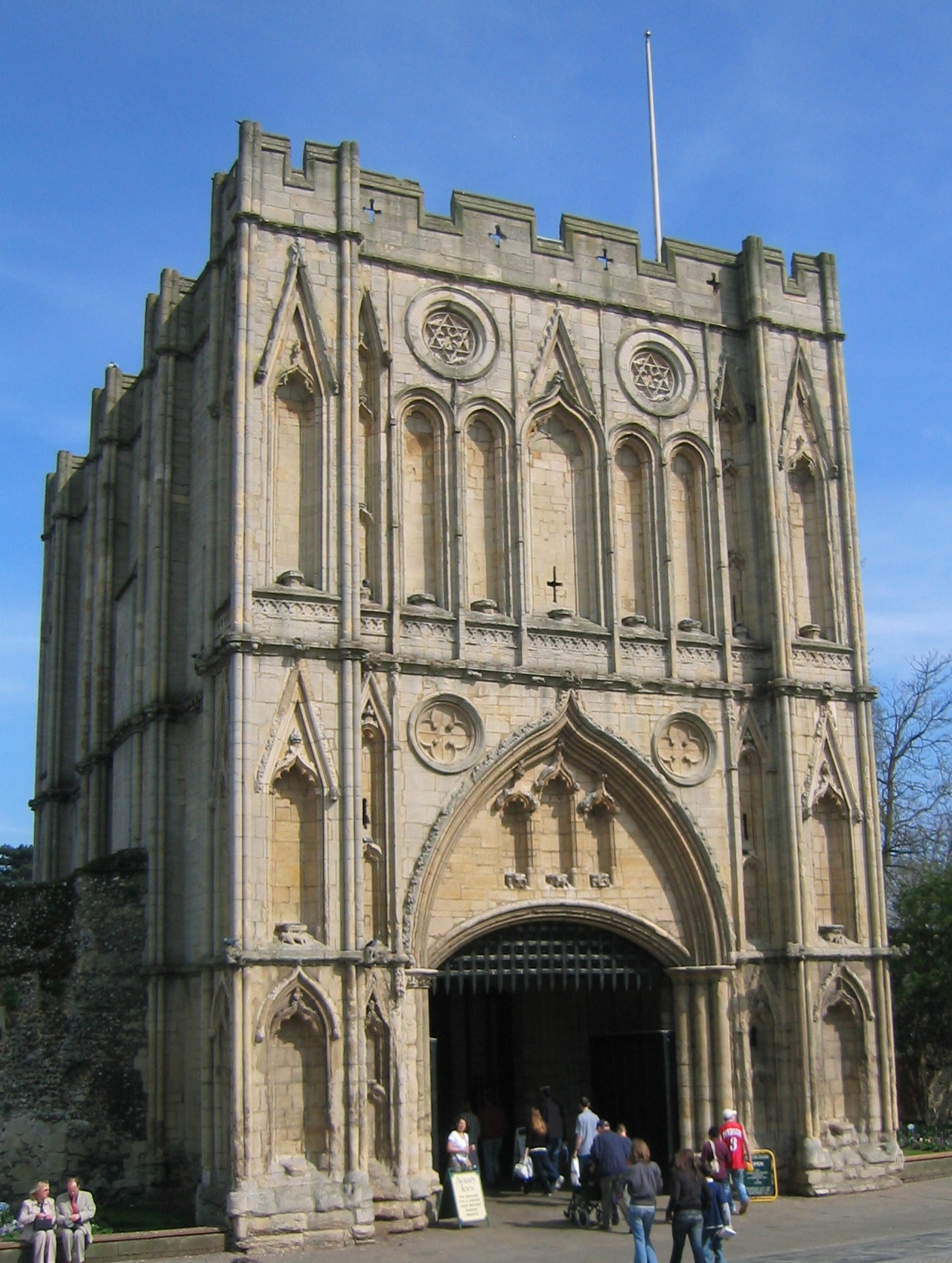
O Portão da Abadia de Bury St Edmunds, invadida pelos rebeldes em 13 de junho

Enquanto a revolta se desenrolava em Londres, John Wrawe liderava sua força em Suffolk. Ele teve uma influência considerável no desenvolvimento da revolta em todo o leste da Inglaterra, onde pode ter havido quase tantos rebeldes quanto no levante de Londres. As autoridades ofereceram muito pouca resistência à revolta: os principais nobres não conseguiram organizar as defesas, as principais fortificações caíram facilmente para os rebeldes e as milícias locais não foram mobilizadas. Como em Londres e no sudeste, isso se devia em parte à ausência de líderes militares importantes e à natureza da lei inglesa, mas qualquer homem recrutado localmente também pode ter se mostrado pouco confiável em face de um levante popular.
Em 12 de junho, Wrawe atacou a propriedade de Sir Richard Lyons em Overhall, avançando para Cavendish [en] e Bury St Edmunds no oeste de Suffolk no dia seguinte, reunindo mais apoio enquanto avançava. John Cambridge, o prior da rica Abadia de Bury St Edmunds, não era querido na cidade, e o líder rebelde aliou-se aos habitantes da região e invadiu a abadia. O prior escapou, mas foi encontrado dois dias depois e decapitado. Um pequeno bando de rebeldes marchou para o norte até Thetford para extorquir o dinheiro de proteção [en] da cidade, e outro grupo rastreou Sir John Cavendish, o Chefe de Justiça do Banco do Rei [en] e cancelário [en] da Universidade de Cambridge. Cavendish foi capturado em Lakenheath e morto. John Battisford e Thomas Sampson lideraram independentemente uma revolta perto de Ipswich em 14 de junho. Eles tomaram a cidade sem oposição e saquearam as propriedades do arquidiácono e das autoridades fiscais locais. A violência se espalhou ainda mais, com ataques a muitas propriedades e queima de registros judiciais locais. Um oficial, Edmund Lakenheath, foi forçado a fugir pela costa de Suffolk de barco.
A revolta começou em St Albans, Hertfordshire, no final de 13 de junho, quando surgiram notícias dos eventos em Londres. Existiam desacordos de longa data em St Albans entre a cidade e a abadia local, que tinha amplos privilégios na região. Em 14 de junho, os manifestantes se reuniram com o abade, Thomas de la Mare, e exigiram sua liberdade da abadia. Um grupo de cidadãos sob a liderança de William Grindecobbe viajou para Londres, onde eles apelaram ao rei para que os direitos da abadia fossem abolidos. Wat Tyler, então ainda no controle da cidade, concedeu-lhes autoridade para tomar uma ação direta contra a abadia. Grindecobbe e os rebeldes voltaram para St. Albans, onde descobriram que o prior já havia fugido. Os revoltosos arrombaram a prisão da abadia, destruíram as cercas que marcavam as terras do templo e queimaram os registros na praça da cidade. Eles então forçaram Thomas de la Mare a renunciar aos direitos da abadia em uma carta em 16 de junho. A revolta contra a igreja se espalhou nos dias seguintes, com suas propriedades e registros financeiros sendo destruídos em todo o condado.

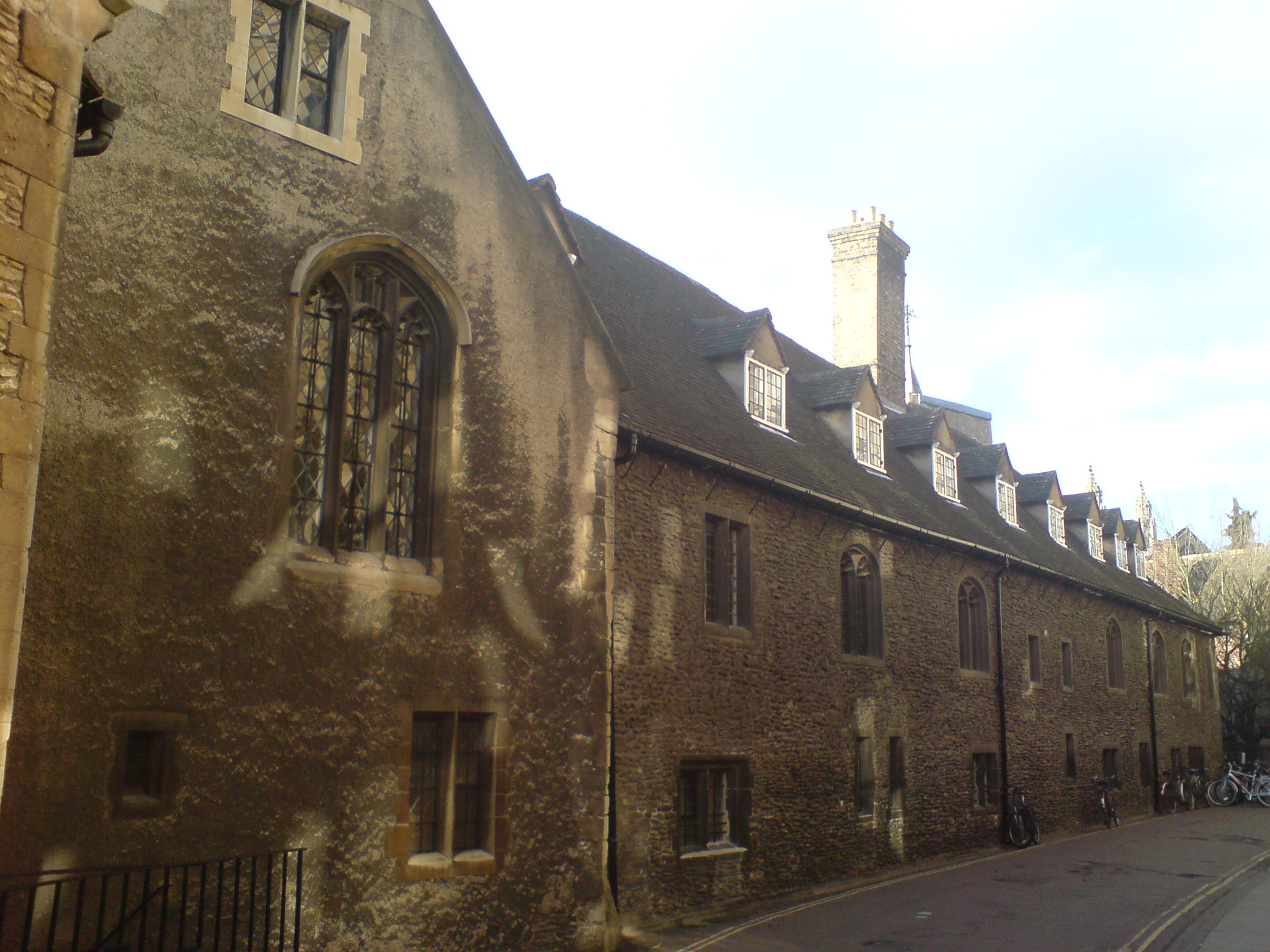
Antiga Corte do Corpus Christi College, atacada pelos rebeldes em 15 de junho

Em 15 de junho, a revolta estourou em Cambridgeshire, liderada por elementos da rebelião de Wrawe em Suffolk e alguns homens locais, como John Greyston, que havia se envolvido nos eventos da capital e retornou ao seu condado natal para espalhar a revolta, e Geoffrey Cobbe e John Hanchach, membros da pequena nobreza local. A Universidade de Cambridge, administrada por padres e desfrutando de privilégios reais especiais, era fortemente odiada pelos outros habitantes da cidade. Uma revolta apoiada pelo prefeito de Cambridge eclodiu, com a universidade como seu principal alvo. Os rebeldes saquearam o Corpus Christi College, que tinha conexões com João de Gante, e a igreja da Universidade [en], e tentaram executar o bedel [en] local, que escapou. A biblioteca e os arquivos da universidade foram queimados no centro da cidade, com uma certa Margery Starre liderando a multidão numa dança ao som do grito de guerra "Fora com o aprendizado dos funcionários, fora com isso!" enquanto os documentos queimavam. No dia seguinte, a universidade foi forçada a negociar uma nova carta, abrindo mão de seus privilégios reais. A revolta então se espalhou para o norte de Cambridge em direção a Ely, onde a prisão foi aberta e o Juiz de Paz local executado.
Em Norfolk, a revolta foi liderada por Geoffrey Litster, um tecelão, e Sir Roger Bacon, um senhor local com ligações com os rebeldes de Suffolk. Litster começou a enviar mensageiros por todo o condado em um chamado às armas em 14 de junho, e surtos isolados de violência ocorreram. Os rebeldes se reuniram em 17 de junho fora de Norwich e mataram Sir Robert Salle, que estava encarregado das defesas da cidade e havia tentado negociar um acordo. O povo da cidade então abriu os portões para permitir a entrada dos rebeldes. Eles começaram a saquear edifícios e mataram Reginald Eccles, um oficial local. Guilherme de Ufford,  conde de Suffolk, fugiu de suas propriedades e viajou disfarçado para Londres. Os outros membros importantes da pequena nobreza local foram capturados e forçados a desempenhar papéis de uma família real, trabalhando para Litster. A violência se espalhou por todo o condado, conforme prisões foram abertas, imigrantes flamengos mortos, registros da corte queimados e propriedades saqueadas e destruídas.

#### Norte e oeste da Inglaterra

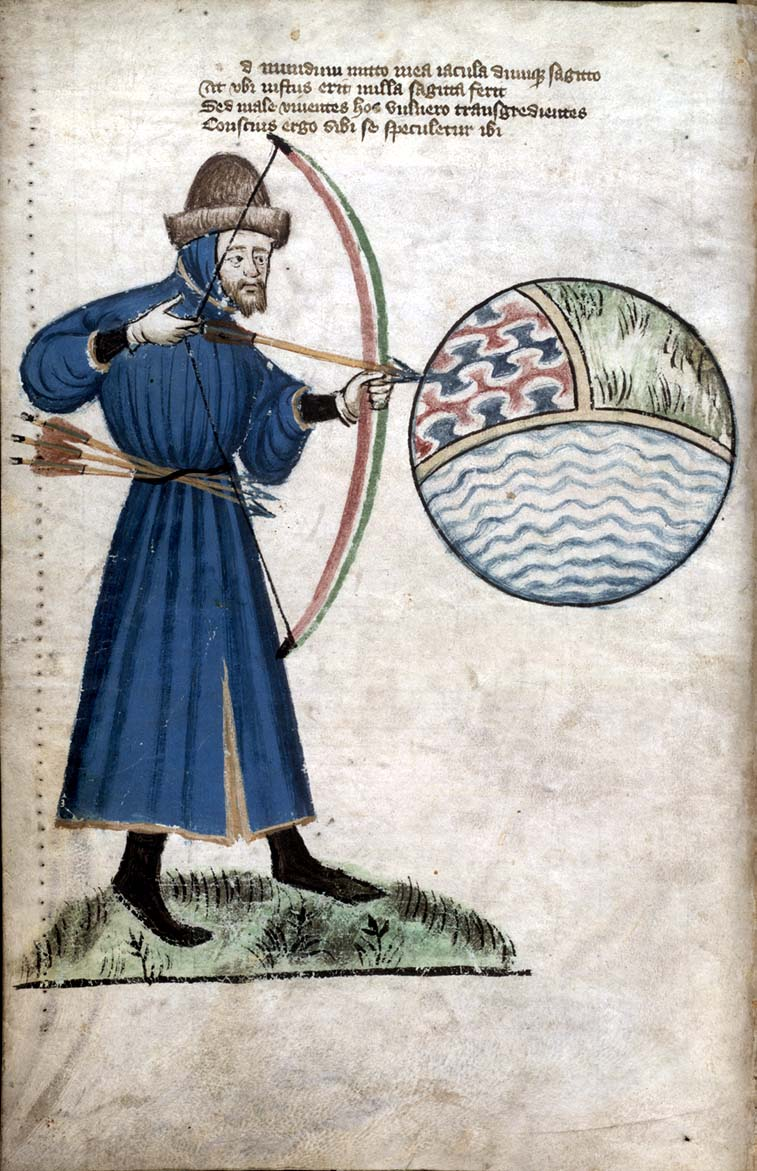
Uma ilustração da Vox Clamantis de John Gower, um poema que descreve e condena a Revolta, na Biblioteca da Universidade de Glasgow

Revoltas também ocorreram em todo o resto da Inglaterra, particularmente nas cidades do norte, tradicionalmente centros de agitação política. Na cidade de Beverley, a violência eclodiu entre a elite mercantil mais rica e os habitantes mais pobres da localidade durante o mês de maio. No final do mês, os rebeldes tomaram o poder e substituíram a antiga administração da cidade pela sua própria. Eles tentaram obter o apoio de Alexander Neville, o arcebispo de Iorque, e em junho forçaram o antigo governo da cidade a concordar com a arbitragem dele. A paz foi restaurada em junho de 1382, mas as tensões continuaram por muitos anos.
A notícia dos problemas no sudeste se espalhou para o norte, retardada pelos fracos meios de comunicação da Inglaterra medieval. Em Leicester, onde João de Gante tinha um considerável castelo, chegaram os avisos de uma força de rebeldes avançando sobre a cidade de Lincolnshire, com a intenção de destruir o edifício e seu conteúdo. O prefeito e a cidade mobilizaram suas defesas, incluindo uma milícia local, mas os rebeldes nunca chegaram. João de Gante estava em Berwick quando soube da revolta em 17 de junho. Sem saber que Wat Tyler já havia sido morto, o duque colocou seus castelos em Yorkshire e Gales em alerta. Novos rumores, muitos deles incorretos, continuaram a chegar a Berwick, sugerindo rebeliões generalizadas no oeste e no leste da Inglaterra e o saque da casa ducal em Leicester; dizia-se até que as unidades rebeldes estavam caçando o próprio duque. Gante começou a marchar para o Castelo de Bamburgo, mas mudou de curso e desviou para a Escócia, ao norte, retornando para o sul apenas quando a luta acabou.
As notícias dos eventos iniciais em Londres também chegaram a Iorque por volta de 17 de junho, e os ataques estouraram imediatamente nas propriedades dos frades dominicanos, dos franciscanos e de outras instituições religiosas. A violência continuou nas semanas seguintes e, em 1º de julho, um grupo de homens armados, sob o comando de John de Gisbourne, invadiu a cidade e tentou assumir o controle. O prefeito, Simon de Quixlay, gradualmente começou a reivindicar autoridade, mas a ordem não foi devidamente restaurada até 1382. A notícia da revolta no sul chegou a Scarborough, onde eclodiram motins contra a elite governante em 23 de junho, com os revoltosos vestidos com capuzes brancos e cauda vermelha nas costas. Membros do governo local foram depostos do cargo e um cobrador de impostos quase foi linchado. Em 1382, a elite havia restabelecido o poder.
Na cidade de Bridgwater, em Somerset, a revolta eclodiu em 19 de junho, liderada por Thomas Ingleby e Adam Brugge. As multidões atacaram a casa agostiniana local e forçaram seu mestre a desistir de seus privilégios locais e pagar um resgate. Os rebeldes então se voltaram contra as propriedades de John Sydenham, um comerciante e oficial local, saqueando sua mansão e queimando a papelada, antes de executar Walter Baron, um homem local. A prisão de Ilchester foi invadida e um prisioneiro impopular executado.

### Supressão

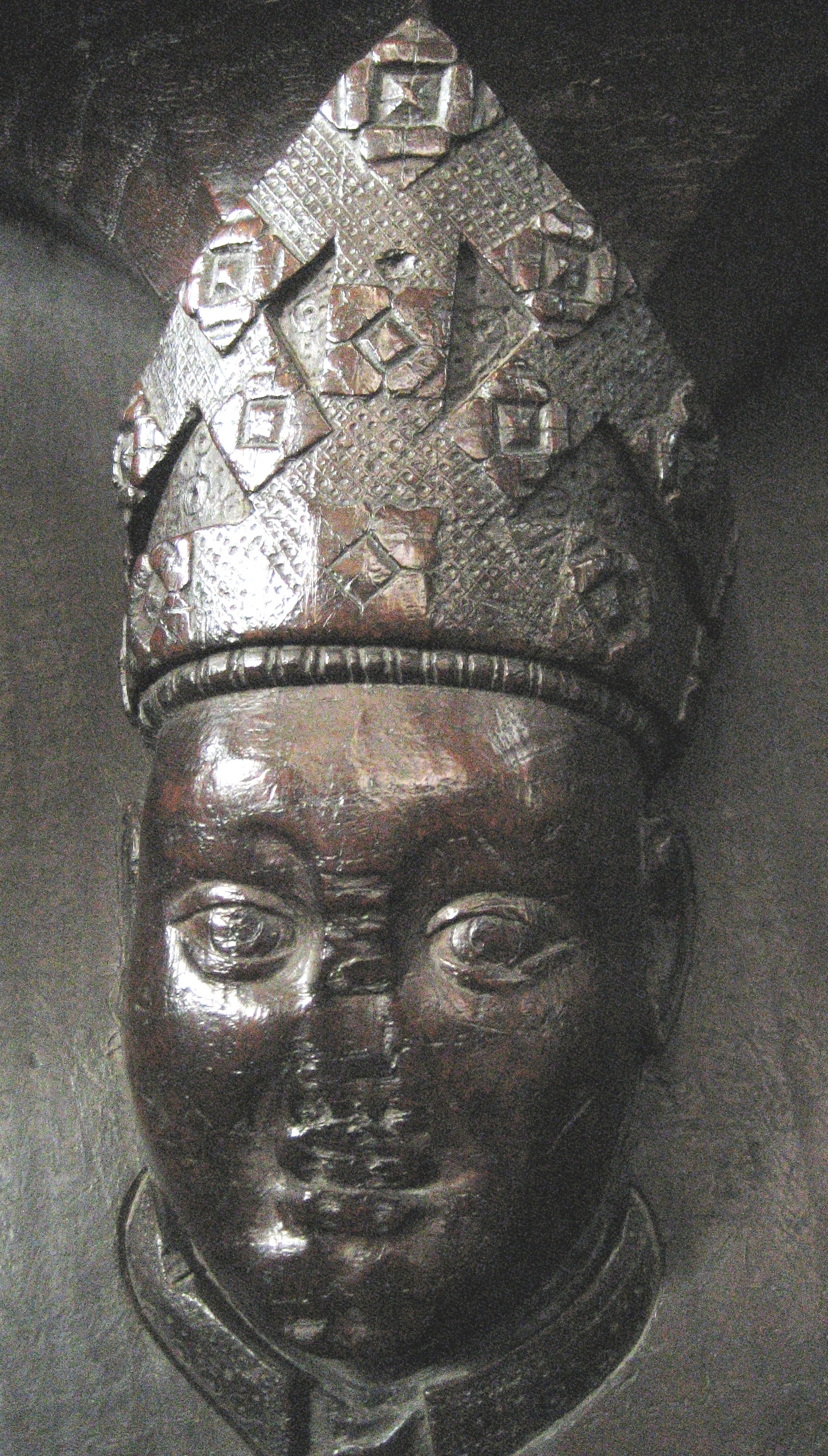
Uma escultura do século XIV de Henrique Despenser, o vencedor da Batalha de North Walsham em Norfolk

A supressão real da revolta começou logo após a morte de Wat Tyler em 15 de junho. Sir Robert Knolles, Sir Nicholas Brembre e Sir Robert Launde foram nomeados para restaurar o controle da capital. Uma convocação foi feita para soldados, provavelmente cerca de 4 mil homens compareceram em Londres, e logo ocorreram expedições para outras partes problemáticas do país.
A revolta na Ânglia Oriental foi suprimida independentemente por Henrique Despenser, o bispo de Norwich [en]. Henrique estava em Stamford, Lincolnshire, quando a revolta estourou e, quando soube disso, marchou para o sul com oito homens de armas e uma pequena força de arqueiros, reunindo mais forças à medida que avançava. Ele marchou primeiro para Peterborough, onde derrotou os rebeldes locais e executou todos os que conseguiu capturar, incluindo alguns que se abrigaram na abadia local. Ele então se dirigiu ao sudeste via Huntingdon e Ely, alcançou Cambridge em 19 de junho e, em seguida, dirigiu-se para as áreas controladas pelos rebeldes de Norfolk. Henrique recuperou Norwich em 24 de junho, antes de sair com uma companhia de homens para rastrear o líder rebelde, Geoffrey Litster. As duas forças se encontraram na Batalha de North Walsham em 25 ou 26 de junho; as forças do bispo triunfaram e Litster foi capturado e executado. A ação rápida de Henrique foi essencial para a supressão da revolta na Ânglia Oriental, mas era muito incomum se resolver o problema com as próprias mãos dessa maneira, e a execução dos rebeldes sem sanção real era ilegal.
Em 17 de junho, o rei despachou seu meio-irmão Thomas Holland e Sir Thomas Trivet para Kent com uma pequena força para restaurar a ordem. Eles realizaram tribunais em Maidstone e Rochester. Guilherme de Ufford, conde de Suffolk, voltou ao seu condado em 23 de junho, acompanhado por uma força de 500 homens. Ele rapidamente subjugou a área e logo estava num tribunal em Mildenhall, onde muitos dos acusados foram condenados à morte. Mudou-se para Norfolk em 6 de julho, realizando tribunais em Norwich, Great Yarmouth e Hacking. Hugo, Senhor la Zouche, liderou os procedimentos legais contra os rebeldes em Cambridgeshire. Em St. Albans, o Abade prendeu William Grindecobbe e seus principais apoiadores.
Em 20 de junho, o tio do rei, Tomás de Woodstock, e Robert Tresilian, o substituto do Chefe de Justiça, receberam comissões especiais em toda a Inglaterra. Tomás supervisionou os processos judiciais em Essex, apoiado por uma força militar substancial enquanto a resistência continuava e o condado ainda estava em estado de agitação. O próprio Ricardo visitou Essex, onde se encontrou com uma delegação rebelde em busca da confirmação das concessões que o rei havia dado em Mile End. Ricardo os rejeitou, supostamente dizendo a eles que "camponeses vocês eram e camponeses vocês são. Vocês permanecerão na servidão, não como antes, mas em um estado incomparavelmente pior". Tresilian logo se juntou a Tomás e realizou 31 execuções em Chelmsford, depois viajou para St Albans em julho para novos julgamentos, que parecem ter utilizado técnicas duvidosas para garantir condenações. Tomás foi para Gloucester com 200 soldados para suprimir a agitação local. Henry Percy,  conde de Northumberland, foi encarregado de restaurar a ordem em Yorkshire.
Uma ampla gama de leis foi invocada no processo de supressão, de traição geral a acusações de queima de livros ou demolição de casas, um processo complicado pela definição relativamente estreita de traição na época. O uso de informantes e denúncias tornou-se comum, fazendo com que o medo se espalhasse pelo país; até novembro, pelo menos 1 500 pessoas tinham sido executadas ou mortas em batalha. Muitos dos que haviam perdido propriedades na revolta tentaram buscar uma compensação legal, e João de Gante fez esforços especiais para rastrear os responsáveis pela destruição de seu Palácio Savoy. A maioria teve sucesso limitado, já que os réus raramente estavam dispostos a comparecer ao tribunal. O último desses casos foi resolvido em 1387.
Os líderes da revolta foram rapidamente presos. Um líder rebelde com o nome de Jack Straw foi capturado em Londres e executado. John Ball foi preso em Coventry, julgado em St Albans e executado em 15 de julho. Grindecobbe também foi julgado e executado em St. Albans. John Wrawe foi julgado em Londres; ele provavelmente testemunhou contra 24 de seus colegas na esperança de um perdão, mas foi condenado à execução por enforcamento, arrastado e esquartejado em 6 de maio de 1382. Sir Roger Bacon provavelmente foi preso antes da batalha final em Norfolk, e foi julgado e preso na Torre de Londres antes de ser finalmente perdoado pela Coroa. Em setembro de 1381, Thomas Ingleby de Bridgwater conseguiu escapar das autoridades.
Embora mulheres como Johanna Ferrour tenham desempenhado um papel proeminente na revolta, nenhuma evidência foi encontrada de mulheres sendo executadas ou punidas tão severamente quanto seus colegas homens.

### Consequências

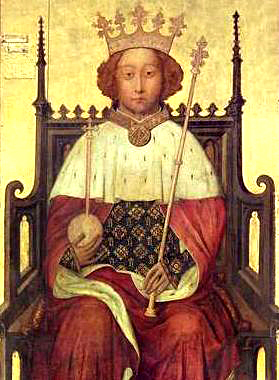
Retrato do final do século XIV de Ricardo II na Abadia de Westminster

O governo real e o Parlamento começaram a restabelecer os processos normais de governança após a revolta; como descreveu o historiador Michael Postan, a revolta foi, em muitos aspectos, um "episódio passageiro". Em 30 de junho, o rei ordenou aos servos da Inglaterra que retornassem às condições anteriores de serviço e, em 2 de julho, as cartas reais assinadas sob coação durante o levante foram formalmente revogadas. O Parlamento reuniu-se em novembro para discutir os acontecimentos do ano e a melhor forma de responder aos seus desafios. A insurreição foi atribuída à má conduta de funcionários reais, que, argumentou-se, haviam sido excessivamente gananciosos e autoritários. A Câmara dos Comuns apoiou as leis trabalhistas existentes, mas solicitou mudanças no conselho real, o que Ricardo concedeu. O rei também concedeu perdão geral àqueles que executaram rebeldes sem o devido processo, a todos os homens que permaneceram leais e a todos aqueles que se rebelaram – com exceção dos homens de Bury St Edmunds, todos os que estiveram envolvidos na morte dos conselheiros do rei e aqueles que ainda estavam fugindo da prisão.
Apesar da violência da repressão, o governo e os senhores locais foram relativamente prudentes em restaurar a ordem após a revolta e continuaram preocupados com novas revoltas por várias décadas. Poucos senhores se vingaram de seus camponeses, exceto por meio dos processos judiciais dos tribunais. A agitação de baixo nível continuou por vários anos. Em setembro de 1382, houve problemas em Norfolk, envolvendo uma aparente conspiração contra o bispo de Norwich, e em março do ano seguinte houve uma investigação sobre uma conspiração para matar o xerife de Devon [en]. Ao negociar aluguéis com seus proprietários, os camponeses aludiram à memória da revolta e à ameaça de violência.
Não houve mais tentativas por parte do Parlamento de impor um imposto por cabeça ou de reformar o sistema fiscal da Inglaterra. Os Comuns, em vez disso, concluíram no final de 1381 que o esforço militar no continente deveria ser "cuidadosamente, mas substancialmente reduzido". Incapaz de aumentar novos impostos, o governo teve que reduzir sua política externa e expedições militares e começou a examinar as opções de paz. A instituição da servidão declinou depois de 1381, mas principalmente por razões econômicas e não políticas. Os ordenados rurais continuaram a aumentar e os senhores venderam cada vez mais a liberdade de seus servos em troca de dinheiro, ou converteram as formas tradicionais de posse em novos arranjos de arrendamento. Durante o século XV, a instituição desapareceu na Inglaterra.

## Rebeldes

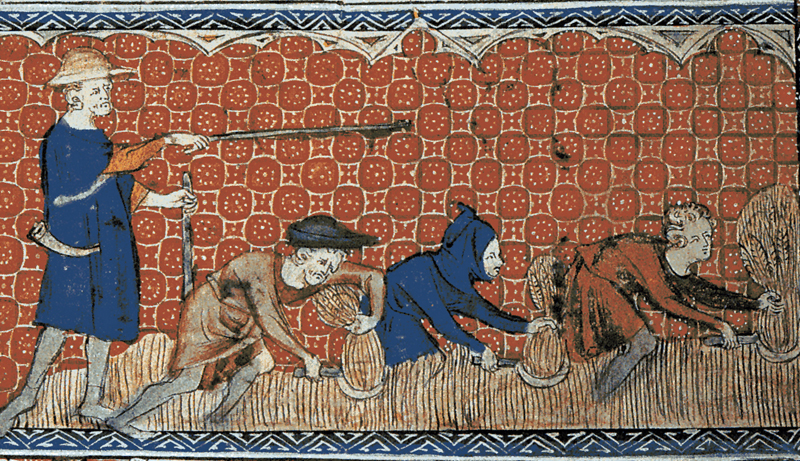
Cena rural do século XIV de um feitor dirigindo servos, en. Biblioteca Britânica, Londres

Os cronistas descreveram os rebeldes principalmente como servos rurais, usando termos latinos variados e depreciativos, como serviles rustici, servile genus e rusticitas. Alguns cronistas, incluindo Knighton, também notaram a presença de aprendizes, artesãos e outros fugitivos, às vezes denominando-os de "comuns menores". As evidências dos registros da corte após a revolta, embora enviesadas de várias maneiras, mostram de forma semelhante o envolvimento de uma comunidade muito mais ampla, e a percepção anterior de que os rebeldes eram constituídos apenas de servos não livres agora é rejeitada.
Os rebeldes rurais vieram de uma ampla variedade de origens, mas normalmente eram, como o historiador Christopher Dyer [en] descreve, "pessoas bem abaixo das fileiras da pequena nobreza, mas que possuíam principalmente algumas terras e bens", e não os mais pobres da sociedade, que formavam uma minoria do movimento insurreto. Muitos ocuparam cargos de autoridade na governança da aldeia local e parecem ter liderado a revolta. Alguns eram artesãos, incluindo, como lista o historiador Rodney Hilton, "carpinteiros, serradores, pedreiros, sapateiros, alfaiates, tecelões, amassadores de roupas, luveiros, camiseiros, peleiros, padeiros, açougueiros, estalajadeiros, cozinheiros e um caieiro". Eles eram predominantemente homens, mas com algumas mulheres em suas fileiras. Os revoltosos eram geralmente analfabetos; apenas entre 5 e 15% da Inglaterra sabiam ler durante esse período. Também vieram de uma ampla gama de comunidades locais, incluindo pelo menos 330 aldeias do sudeste.
Muitos dos rebeldes tinham antecedentes urbanos, e a maioria dos envolvidos nos eventos de Londres provavelmente eram moradores da cidade, e não camponeses. Em alguns casos, os habitantes da cidade que aderiram à revolta eram os pobres urbanos, tentando ganhar às custas das elites locais. Em Londres, por exemplo, os rebeldes urbanos parecem ter sido em grande parte pobres e não qualificados. Outros rebeldes urbanos faziam parte da elite, como em Iorque, onde os manifestantes eram tipicamente membros prósperos da comunidade local, enquanto, em alguns casos, os habitantes da cidade se aliaram à população rural, como em Bury St Edmunds. Em outros casos, como Cantuária, o influxo de população das aldeias após a Peste Negra tornou qualquer distinção entre urbano e rural menos significativa.
A grande maioria dos envolvidos na insurreição de 1381 não estava representada no Parlamento e foi excluída de suas decisões. Em alguns casos, os rebeldes foram liderados ou unidos por membros relativamente prósperos da pequena nobreza, como Sir Roger Bacon em Norfolk. Alguns deles mais tarde afirmaram ter sido forçados a se juntar à revolta pelos rebeldes. O clero também fez parte do incidente; assim como os líderes mais proeminentes, como John Ball ou John Wrawe, quase 20 são mencionados nos registros da revolta no sudeste. Alguns buscavam queixas locais, alguns estavam em desvantagem e sofriam de relativa pobreza, e outros parecem ter sido motivados por fortes crenças radicais.
Muitos dos envolvidos na revolta usaram pseudônimos, principalmente nas cartas enviadas por todo o país para encorajar o apoio e novas revoltas. Eles foram usados para evitar incriminar indivíduos específicos e para aludir a valores e histórias populares. Um nome popular assumido era Piers Plowman, tirado do personagem principal do poema de William Langland. Jack também era um pseudônimo rebelde amplamente usado, e os historiadores Steven Justice e Carter Revard sugerem que isso pode ter acontecido porque soava como os Jacques da revolta francesa jacquerie várias décadas antes.

## Legado

### Historiografia

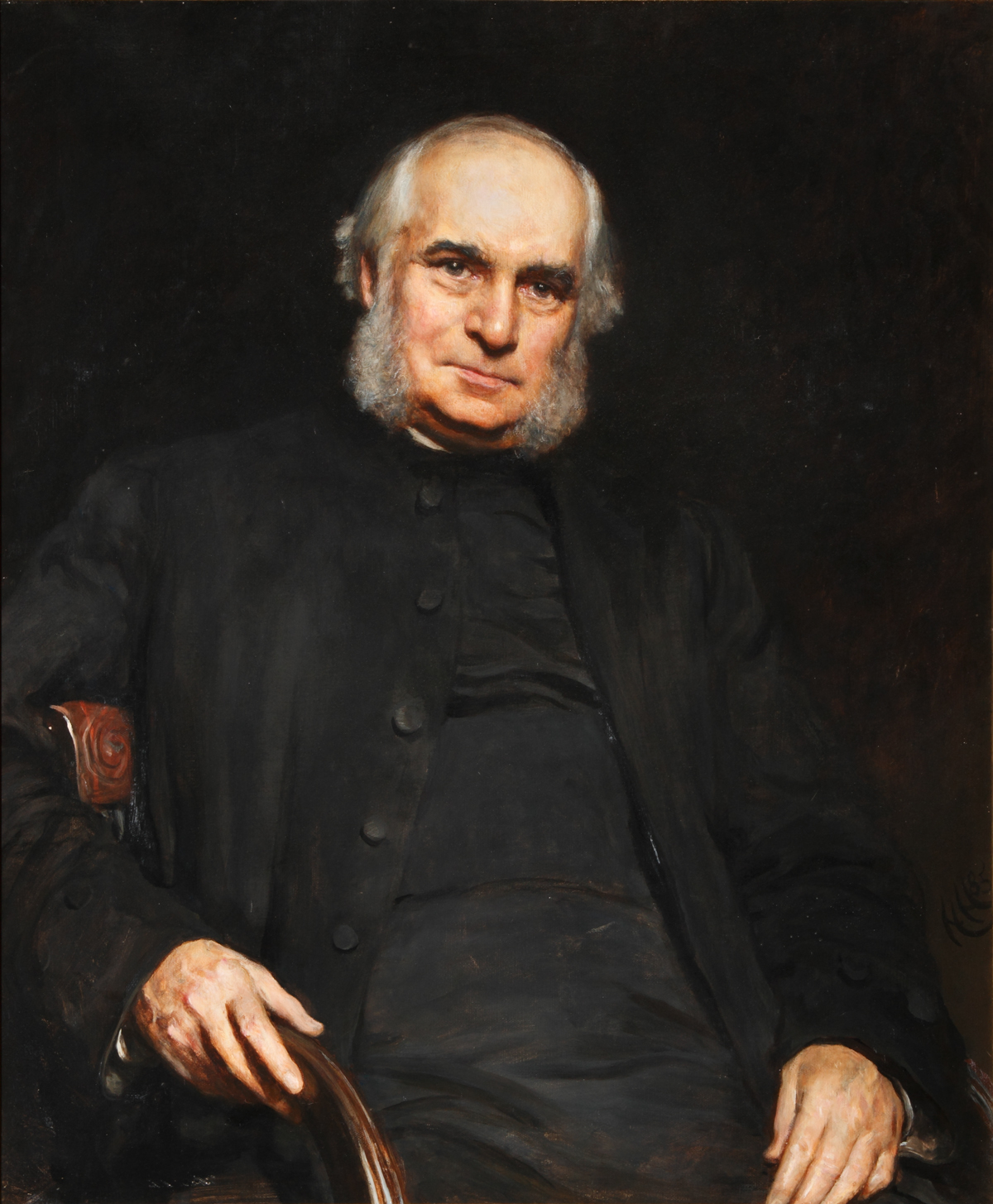
O historiador William Stubbs, que considerou a revolta "um dos eventos mais portentosos de toda a nossa história", pintado por en.

Os cronistas contemporâneos da revolta formaram uma fonte importante para os historiadores. Eles eram tendenciosos contra a causa rebelde e tipicamente retratavam os insurretos, nas palavras da historiadora Susan Crane, "como bestas, monstruosidades ou tolos desorientados". Os cronistas de Londres também não estavam dispostos a admitir o papel dos londrinos comuns na revolta, preferindo colocar a culpa inteiramente nos camponeses do sudeste. Entre os principais relatos estava o anônimo Anonimalle Chronicle, cujo autor parece ter feito parte da corte real e uma testemunha ocular de muitos dos eventos na capital. O cronista Thomas Walsingham [en] esteve presente em grande parte da revolta, mas concentrou seu relato no terror da agitação social e foi extremamente tendencioso contra os amotinados. Os eventos foram registrados na França por Jean Froissart, o autor das Crônicas. Ele tinha fontes bem colocadas perto da revolta, mas estava inclinado a elaborar os fatos conhecidos com histórias coloridas. Nenhum relato simpático aos rebeldes sobreviveu.
No final do século XIX, surgiu o interesse histórico pela revolta dos camponeses, impulsionado pelo crescimento contemporâneo dos movimentos operários e socialistas. O trabalho de Charles Oman, Edgar Powell, André Réville e G. M. Trevelyan estabeleceu o curso da rebelião. Em 1907, os relatos dos cronistas estavam amplamente disponíveis para impressão e os principais registros públicos relativos aos eventos haviam sido identificados. Réville começou a usar as acusações legais que haviam sido usadas contra os rebeldes suspeitos após a revolta como uma nova fonte de informações históricas e, ao longo do século seguinte, uma extensa pesquisa foi realizada na história econômica e social local da revolta, usando fontes locais espalhadas por todo o sudeste da Inglaterra.
As interpretações da revolta mudaram ao longo dos anos. Historiadores do século XVII, como John Smyth, estabeleceram a ideia de que a insurreição marcou o fim do trabalho escravo e da servidão na Inglaterra. Historiadores do século XIX, como William Stubbs e Thorold Rogers reforçaram essa conclusão, Stubbs descrevendo-a como "um dos eventos mais portentosos de toda a nossa história". No século XX, essa interpretação foi cada vez mais contestada por historiadores como May McKisack, Michael Postan e Richard Dobson, que revisaram o impacto da revolta em novos eventos políticos e econômicos na Inglaterra. Historiadores marxistas de meados do século XX estavam interessados e geralmente simpáticos à causa rebelde, uma tendência que culminou num relato de Hilton de 1973 sobre o evento, em contraste com o contexto mais amplo de revoltas camponesas em toda a Europa durante o período. A revolta dos camponeses recebeu mais atenção acadêmica do que qualquer outro levante medieval, e essa pesquisa foi interdisciplinar, envolvendo historiadores, estudiosos literários e colaboração internacional.
O nome "revolta dos camponeses" surgiu no século XVIII e no início do XIX, e seu primeiro uso registrado pelos historiadores foi em Short History of the English People, de John Richard Green, em 1874. As crônicas contemporâneas não deram um título específico à revolta, e o termo "camponês" não apareceu na língua inglesa até o século XV. O título foi criticado por historiadores modernos como Miri Rubin e Paul Strohm, ambos com base no fato de que muitos dos participantes dos movimentos não eram camponeses, e que os eventos se assemelham mais a um protesto ou levante prolongado, em vez de uma revolta ou rebelião.

### Cultura popular
A revolta dos camponeses tornou-se um assunto literário popular. O poeta John Gower, que tinha laços estreitos com funcionários envolvidos na repressão da revolta, alterou seu famoso poema Vox Clamantis após o ocorrido, inserindo uma seção condenando os rebeldes e comparando-os a animais selvagens. Geoffrey Chaucer, que viveu em Aldgate e pode ter estado em Londres durante a insurreição, usou o assassinato rebelde de flamengos como metáfora para uma desordem mais ampla no conto O Padre que Acompanhava a Freira [en], de Os Contos de Cantuária, parodiando o poema de Gower. Por outro lado, Chaucer não fez referência à revolta em sua obra, possivelmente porque, como era cliente do rei, seria politicamente imprudente discuti-la. William Langland, autor do poema Piers Plowman, amplamente utilizado pelos rebeldes, fez várias alterações em seu texto após a revolta para se distanciar de sua causa.

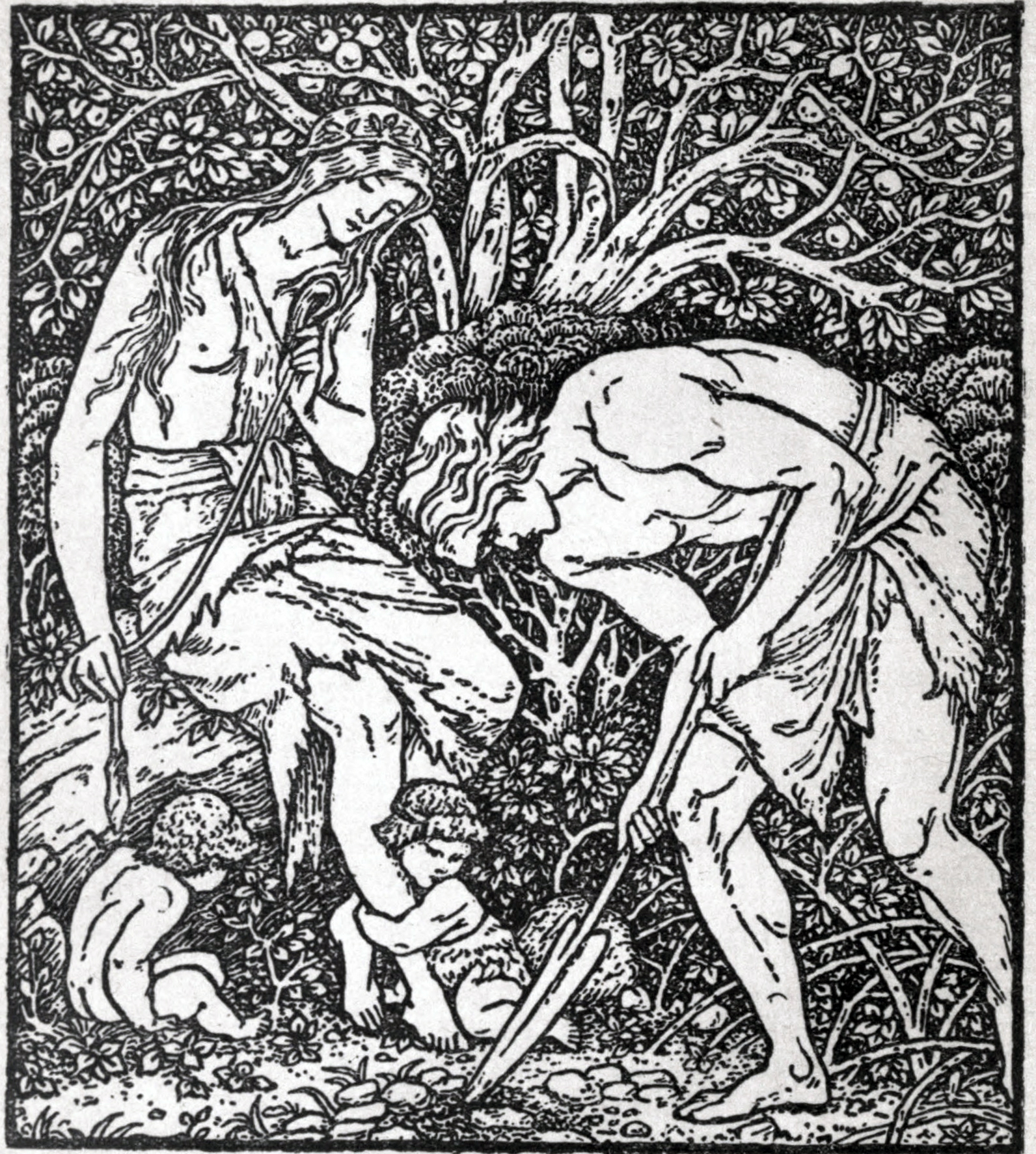
Ilustração da página de rosto de en, de William Morris, de Edward Burne-Jones

A rebelião formou a base para a peça The Life and Death of Jack Straw, do final do século XVI, possivelmente escrita por George Peele e provavelmente projetada originalmente para produção nos concursos de guilda da cidade. Ele retrata Jack Straw como uma figura trágica, sendo conduzido a uma rebelião injusta por John Ball, estabelecendo ligações políticas claras entre a instabilidade do final da Inglaterra elizabetana e o século XIV. A história da revolta foi usada em panfletos durante a Guerra Civil Inglesa do século XVII e fez parte da história inicial da guerra por John Cleveland [en]. Foi implantada como um relato preventivo em discursos políticos durante o século XVIII, e um livrinho intitulado The History of Wat Tyler and Jack Strawe tornou-se popular durante os levantes jacobitas e a Guerra de Independência dos Estados Unidos. Thomas Paine e Edmund Burke discutiram sobre as lições a serem tiradas da revolta, o primeiro expressando simpatia pelos rebeldes e o último condenando a violência. O poeta romântico Robert Southey baseou sua peça Wat Tyler de 1794 nos eventos, assumindo uma perspectiva radical e pró-rebelde.
Como descreveu o historiador Michael Postan, a revolta se tornou famosa como "um marco no desenvolvimento social e como exemplo típico de revolta da classe trabalhadora contra a opressão", e foi amplamente usada na literatura socialista dos séculos XIX e XX. William Morris baseou-se em Chaucer em seu romance A Dream of John Ball, publicado em 1888, criando um narrador que era abertamente simpático à causa camponesa, embora fosse uma personagem do século XIX levada de volta ao século XIV por um sonho. A história termina com uma profecia de que os ideais socialistas um dia terão sucesso. Por sua vez, essa representação da rebelião influenciou a obra socialista utópica News from Nowhere de Morris. Florence Converse [en] usou o conflito em seu romance Long Will em 1903. Os socialistas do final do século XX continuaram a traçar paralelos entre a revolta e as lutas políticas contemporâneas, inclusive durante as discussões sobre a criação do Imposto Comunitário no Reino Unido durante os anos 1980.
Teóricos da conspiração, incluindo o escritor  John J. Robinson, tentaram explicar supostas falhas nos relatos históricos convencionais dos eventos de 1381, como a velocidade com que a rebelião foi coordenada. As teorias incluem que a revolta foi liderada por uma organização secreta e oculta chamada "a Grande Sociedade", considerada um desdobramento da ordem dos Cavaleiros Templários destruída em 1312, ou que a fraternidade dos maçons estava secretamente envolvida na organização da revolta.
Um grande memorial em ardósia ao "Grande Levante" foi encomendado por Matthew Bell e esculpido por Emily Hoffnung. Foi apresentado pelo diretor de cinema Ken Loach em Smithfield em 15 de julho de 2015.